# (1130) Skuld
(1130) Skuld est un astéroïde de la ceinture principale, découvert le 2 septembre 1929 par l'astronome allemand Karl Wilhelm Reinmuth depuis l'observatoire du Königstuhl. Il est indépendamment découvert dix jours plus tard par Friedrich Karl Arnold Schwassmann et Arno Arthur Wachmann depuis l'observatoire de Hambourg.
Sa désignation provisoire était 1929 RC.
Il est nommé d'après la divinité nordique Skuld.